# Plinski motor
Plinski motor je motor s unutarnjim izgaranjem koji kao gorivo koristi plin. To može biti bioplin, prirodni plin ili plin dobiven iz nafte ili ugljena. Općenito, pojam plinski motor se odnosi na izdržljivi stroj koji se koristi u industriji, a sposoban je raditi pri punom opterećenju gotovo cijelu godinu za razliku od benzinskog automobilskog motora koji je lake konstrukcije i najčešće ne radi više od 4000 sati kroz cijeli radni vijek. Snaga plinskog motora najčešće varira od 10 kW (13 KS) pa do 4000 kW (5364 KS).

## Povijest

### Lenoir
U 19. stoljeću provedeno je mnogo pokusa s plinskim motorima ali prvi stvarni motor s unutarnjim izgaranjem koji je kao gorivo koristio plin napravio je belgijski inženjer Étienne Lenoir 1860. godine. Ipak, taj motor je imao malu snagu i veliku potrošnju goriva.

### Otto i Langen
Lenoirov rad je dalje istraživao i unaprijeđivao njemački inženjer Nicolaus August Otto koji je kasnije izumio četverotaktni motor s izgaranjem goriva u cilindru. U kolovozu 1864. Otto je upoznao Langena, koji je usprkos svojoj tehničkoj struci, spazio potencijal Ottovog otkrića i mjesec dana nakon upoznavanja, osnovao prvu tvornicu motora na svijetu NA Otto & Cie, u Kӧlnu. Godine 1867. Otto je patentirao svoj dorađeni izum i osvojio je Veliku nagradu na Svjetskoj izložbi u Parizu iste godine. Taj atmosferski motor je radio uvlačenjem smjese goriva i zraka u uspravni cilindar. Kad se klip podigao otprilike 8 inča, smjesa goriva i zraka bi se zapalila malim plamenom što bi pokrenulo klip (koji je bio spojen na zupčastu letvu)  prema gore, stvarajući djelomični vakuum ispod klipa. Nije bilo obavljanja rada u taktu kad je klip išao prema gore. Rad se obaljao kad su klip i zupčasta letva padali prema dolje pod utjecajem atmosferskog tlaka i vlastite težine, okrećući glavno vratio i leteće rukavce. Prednost takvog motora pred već postojećim parnim strojem je bila njegova mogućnost da se upali i ugasi po potrebi, čineći ga savršenim za povremeni rad, kao naprimjer utovar i istovar tereta. 

### Četverotaktni motor
Atmosferski plinski motor je zauzvrat zamijenjen s Ottovim četverotaktnim motorom. Prelazak na četverotaktne motore je bio izvanredno brz sa zadnjim atmosferskim plinskim motorima napravljenim 1877. godine. Motori s tekućim gorivom su ubrzo prešli na dizel (oko 1898.) ili benzin ( oko 1900. godine).

### Crossley
Najpoznatiji proizvođač plinskih motora je bio Crossley iz Manchestera, Ujedinjeno Kraljevstvo, koji su 1869. stekli svjetska prava (osim Njemačkih) na patente Otta i Langena za njihov novi plinski atmosferski motor. Godine 1876. stekli su prava na efikasniji četverotaktni Otto motor.

### Tangye
Bilo je i drugih tvrtki oko Manchestera, 1881. Tangye. Ltd. je prodao svoj prvi plinski motor, dvotaktni motor snage 1 KS, a 1890. su započeli proizvoditi četverotaktne plinske motore.

### Očuvanje
Anson Engine Museum u Poyntonu, blizu Stockporta u Engleskoj ima kolekciju motora od kojih je nekoliko u operativnom stanju uključujući i Crossleyev najveći izrađeni atmosferski motor.

### Postojeći proizvođači
Proizvođači plinskih motora su Hyundai Heavy Industries, Rolls Royce s Bergen-Engines AS, Kawasaki Heavy Industries, MTU Friedrichshafen, GE Jenbacher,Caterpillar Inc., Perkins Engines, MWM, Cummins, Wärtsilä, GE Energy Waukesha, Guascor Power, Deutz, MTU, MAN, Fairbanks Morse, Doosan, i Yanmar. Snaga varira od 10 kW (13 KS) do 18 MW (24000 KS). Suvremeni plinski motor s velikom brzinom vrtnje je konkurencija plinskim turbinama snage do 50 MW (67000 KS), zavisi o uvjetima rada, a najbolji su puno ekonomičniji glede potrošnje goriva od plinskih turbina. Rolls Royce s Bergen Engines, Caterpillar i mnogo drugih proizvođača baziraju svoje motore na bloku i koljenastom vratilu dizelskog motora. GE Jenbacher su jedina tvrtka čiji su motori osmišljeni isključivo za plin.

## Uobičajene primjene

### Transport
Plinski motori na prirodni plin (LNG) se koriste sve više u pomorstvu kako sve lakše ispunjavaju ekološke norme bez posebnog tretiranja goriva ili ispušnog sustava. Također raste i upotreba plinskih motora na komprimirani prirodni plin (CNG) u autobusnom sektoru. Upotrebu autobusa na plin potiču Gas Bus Alliance i proizvođači poput Scania-e.

### Upotreba metana i propana
Pošto je prirodni plin (metan) već kroz duže vrijeme lako dostupan, čist i ekonomičan, puno industrijskih motora je dizajnirano ili prerađeno da rade na plin. Bez obzira na to što se emisije štetnih plinova puno ne razlikuju, korištenje plinskih motora emitira manje složenih ugljikovodika, a i motori su pouzdaniji. Jedan primjer tome je i motor na ukapljeni naftni plin (propan) koji se koristi u velikom broju viličara.

### Tehnički detalji
Plinski motor se razlikuje od benzinskog u načinu mješanja zraka i goriva. Benzinski motor upotrebljava rasplinjač ili ubrizgavanje goriva u cilindar dok plinski motor često upotrebljava Venturijev sustav kako bi uveo plinsko gorivo u struju zraka. Prvi plinski motori su upotrebljavali sustav s tri ventila s razdvojenim usisnim ventilima zraka i plinskog goriva. Kad se usporede plinski i dizelski motori, slaba točka plinskih motora je ispušni ventil zbog toga što su ispušni plinovi kod plinskog motora puno više temperature nego kod dizelskog i to znatno utječe na snagu. Zato će dizelski motor imati veću snagu od plinskog motora koji koristi isti blok motora. Dizelski motor će općenito imati tri područja rada, pripremno, osnovno i kontinuirano dok će plinski motor imati samo kontinuiranu mogućnost rada i to s manjom korisnošću od dizelskog. 

## Bilanca energije

### Stupanj termičkog djelovanja
Plinski motori koji koriste plin kao gorivo imaju stupanj termičkog djelovanja između 35% i 45%, dok najbolji postižu i do 48%. Ti motori su najčešće plinski motori srednje brzine vrtnje koje proizvodi Bergen Engines. Veliki motori su učinkovitiji od malih motora. Plinski motori koji rade na bioplin obično imaju za 1-2% manju efikasnost, a oni na sintetički plin imaju još manju. GE Jenbacher-ov J624 motor je prvi 24-cilindarski motor koji ima veću efikasnost koristeći metan. Kad se govori o efikasnosti treba imati na umu razliku između gornje i donje ogrijevne vrijednosti goriva. Proizvođači motora će najčešće davati podatke o efikasnosti koristeći donju ogrijevnu vrijednost plinskog goriva dok će benzinske stanice davati podatke koristeći gornju ogrijevnu vrijednost.

### Hlađenje motora
Dva najčešća tipa motora su zrakom hlađeni i vodom hlađeni motor. Vodom hlađeni motori danas upotrebljavaju antifriz. Neki motori imaju i hlađenje ulja. Svrha hlađenja motora je da odvede suvišnu toplinu jer pregrijavanje motora može prouzročiti kvarove zbog trošenja, savijanja ili pukotina.

## Vanjske poveznice

### Sestrinski projekti
|  | Zajednički poslužitelj ima još gradiva o temi Plinski motori |

### Mrežna sjedišta
- Plinski motor Hrvatska enciklopedija. LZMK
- Sveučilište u Rijeci / Pomorski fakultet – Marko Mencer: »Prednosti prirodnog plina kao pogonskog energenta brodskih motora«  Arhivirana inačica izvorne stranice od 4. ožujka 2016. (Wayback Machine)
- Gas Engine Magazine (engl.)